# Juszkowo
Juszkowo (deutsch Gischkau) ist ein Dorf im Powiat Gdański der Woiwodschaft Pommern in Polen. Es ist ein Schulzenamt und seit 2018 Sitz der Landgemeinde Pruszcz Gdański. Bis 2017 befand sich der Sitz der Gemeinde in der namensgebenden Kreisstadt Pruszcz Gdański (deutsch Praust), die aber der Landgemeinde nicht angehört.

## Geographie

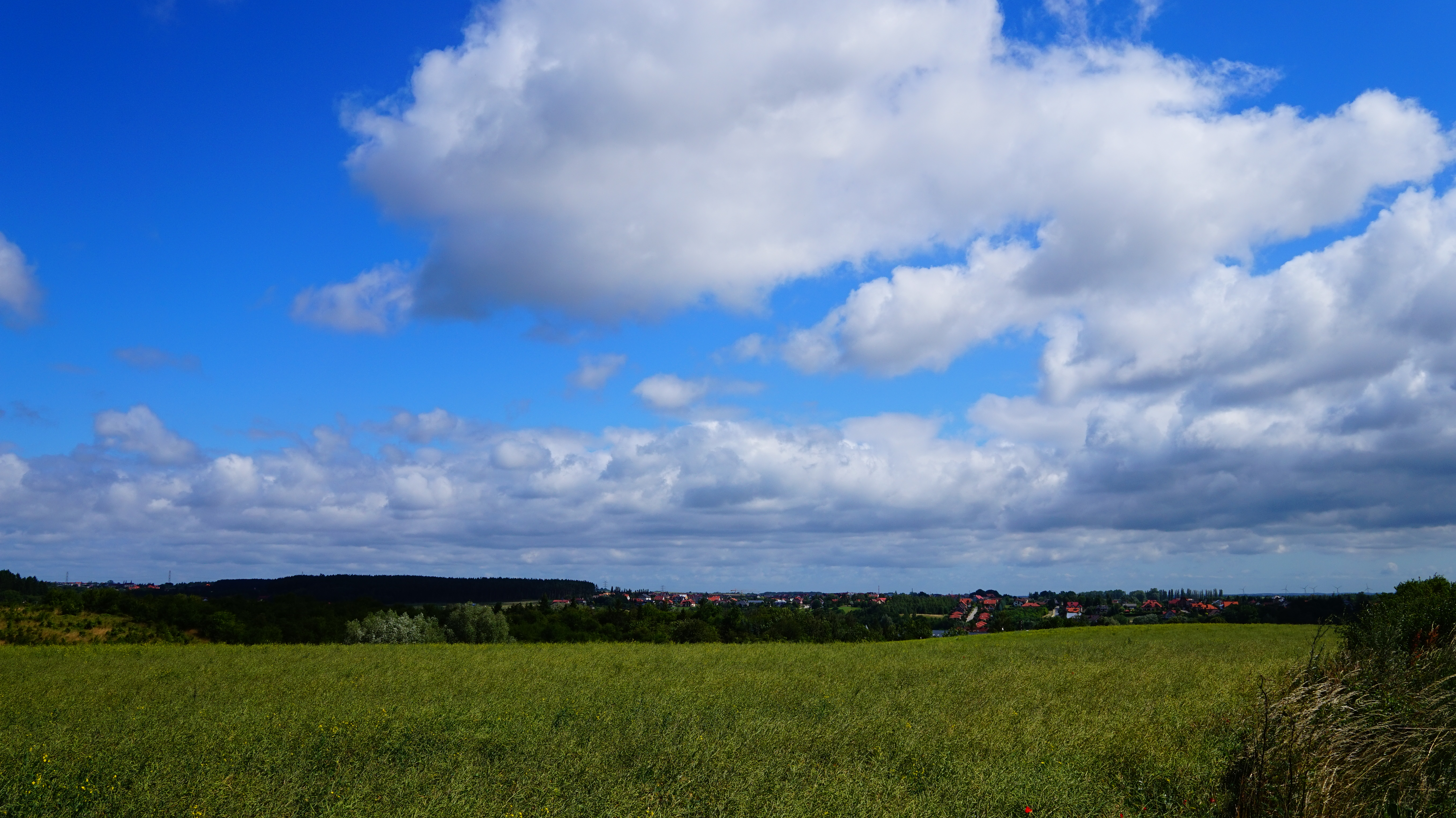
Ansicht des Dorfs

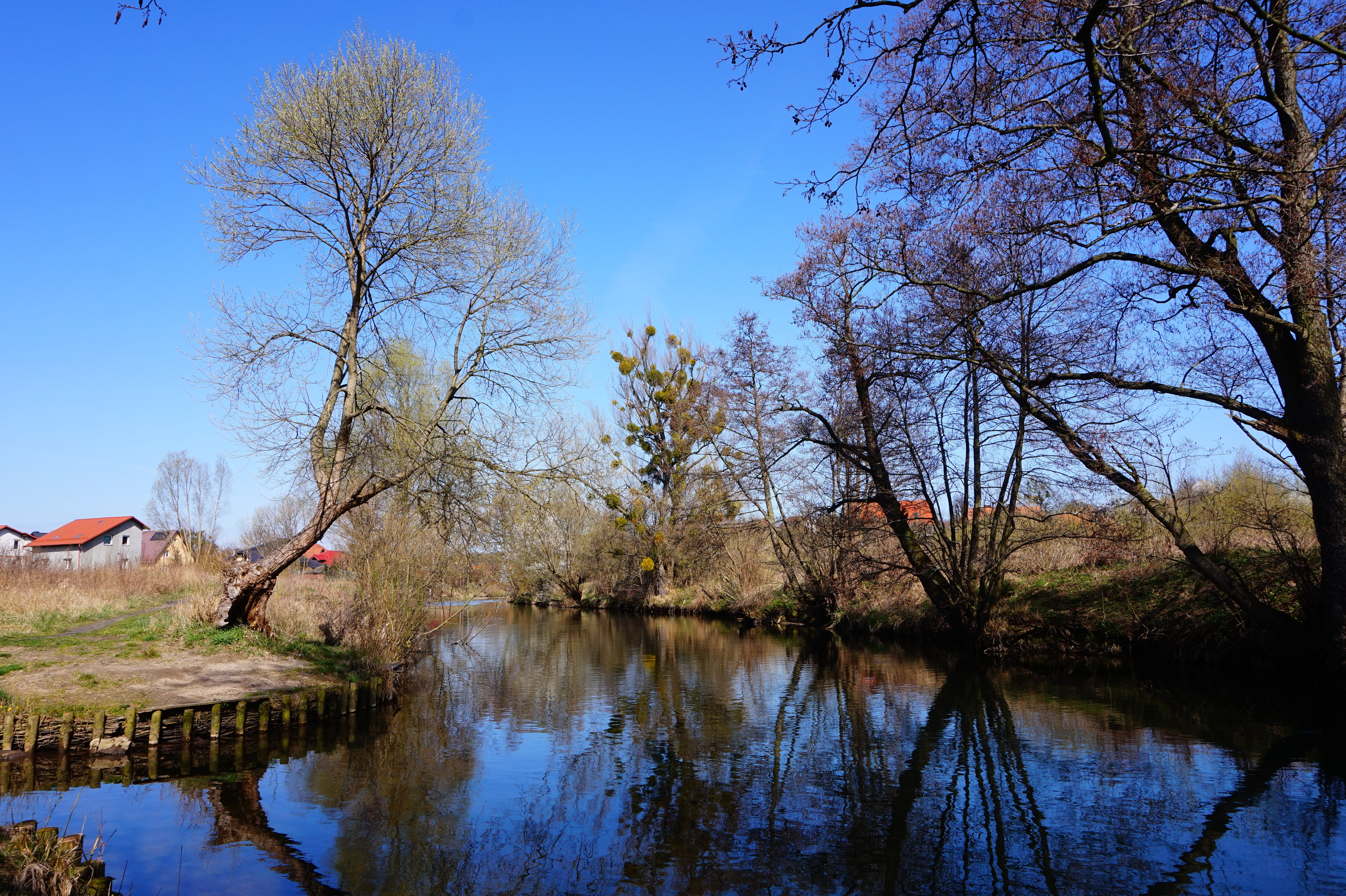
Die Radunia bei Juszkowo

Juszkowo liegt im Süden der Großstadt Danzig, die drei bis vier Kilometer entfernt ist. Es grenzt im Osten an die Kreisstadt Pruszcz Gdański, die weiteren Nachbarorte gehören zur Landgemeinde. Es sind Rusocin (Russoschin) im Südosten, Będzieszyn (Bangschin) im Süden, Borzęcin (Borrenschin) im Südwesten, Arciszewo (Artschau) im Westen, Straszyn (Straschin) im Nordwesten und Rotmanka (Rottmannsdorf) im Norden.
Juszkowo liegt an der Grenze zwischen „Danziger Höhe“ und der Niederung des Weichsel-Nogat-Deltas. An der Radunia (Radaune) wurde hier ein Stausee angelegt.

## Gemeinde
Die Gmina wiejska Pruszcz Gdański ist eine Landgemeinde mit 30 Schulzenämtern und weiteren kleinen Orten. Sie umfasst mit einer Fläche von 142,6 km² die Stadtgemeinde Pruszcz Gdański im Osten, Süden und Westen. Die Landgemeinde hat 32.184 Einwohner (31. Dezember 2020).

## Geschichte

### Ortsgeschichte
Die ersten Siedlungen in der Gegend sind für das siebte Jahrhundert vor Christus nachzuweisen. Es wurde damals Bernstein verarbeitet. Urkundlich wurde der Ort als Uscov im Jahr 1220 erstmals erwähnt. Der Name des Dorfs änderte sich in den folgenden Jahrhunderten: Juskaw, Juschkau, Iuskow, Jußkouw, Juszki, Jaśki, Gischkaw und Gischkau. Im Jahr 1454 kam das Dorf zu Danziger und wurde an das Stadtpatriziat verpachtet. Der Ort führte von 1925 bis 1945 ein eigenes Wappen. Der Gutsbezirk Borrenschin (Borzęcin) kam 1929 zur Ortsgemeinde.
Am 1. Januar 2018 wurde der Sitz der Landgemeinde offiziell nach Juszkowo verlegt. Am 3. April 2019 übernahm Agata Żemetro das Amt der Schultheißin (sołtys) für vier Jahre von Robert Gralak. Der weitere Rat des Schulzenamts besteht seit 2015 aus vier Frauen.

### Verwaltungsgeschichte
Das Gebiet der Gemeinde gehörte seit der ersten Teilung Polens bis 1919 zur deutschen Provinz Westpreußen. Nach dem Ersten Weltkrieg kam es im Rahmen des Versailler Vertrags zum Gebiet der Freien Stadt Danzig. Im Nachbarort Russoschin befand sich ein Außenarbeitslager des KZ Stutthof.
Nach dem Zweiten Weltkrieg kam die gesamte Region zu Polen. Die Landgemeinde mit einem anderen Zuschnitt wurde 1954 aufgelöst und Juszkowo kam zur Gromada Straszyn, die 1958 der Gromada Pruszcz Gdański zugeschlagen wurde. Die Landgemeinde Pruszcz Gdański wurde 1973 wieder eingerichtet. Juszkowo und die Gemeinde kamen 1999 zum wieder gegründeten Powiat Gdański und zur neuen Woiwodschaft Pommern. Von 1945 bis 1998 gehörte das Gemeindegebiet zur verkleinerten Woiwodschaft Gdańsk, bzw. zu deren Vorgängerin.

### Kirchengeschichte
Gischkau hatte eine evangelische Kirche. Katholiken waren nach St. Albrecht (polnisch Św. Wojciech) bei Ohra eingepfarrt, bis Praust 1923 eine eigene Kirche erhielt.

## Sehenswürdigkeiten

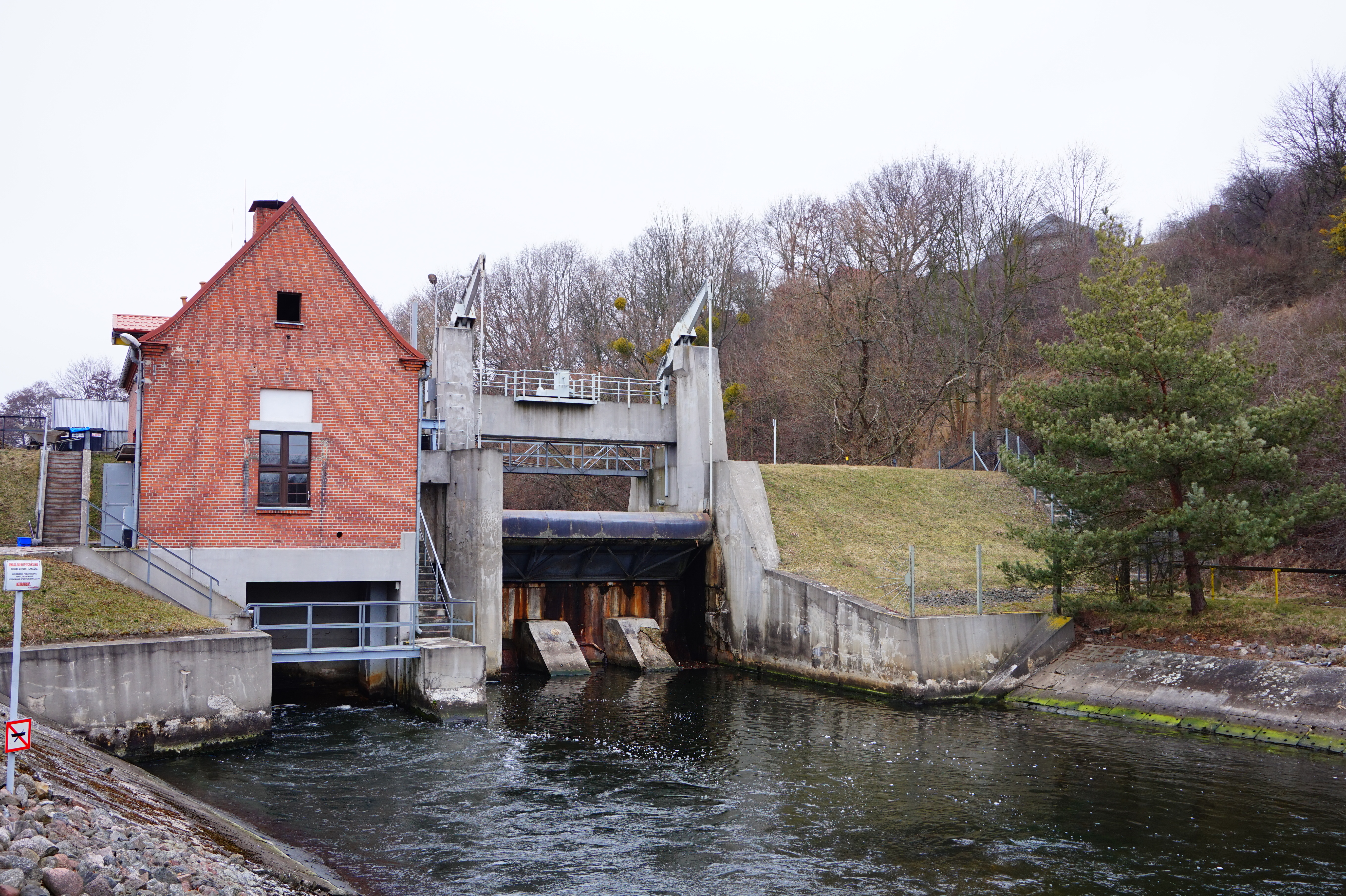
Wasserkraftwerk Juszkowo

Im Ort Juszkowo sind keine Baudenkmale auf der Denkmalliste der Woiwodschaft ausgewiesen.
Das Wasserkraftwerk wurde 1937 angelegt und ist seitdem ohne große Änderungen in Betrieb. Es wurde jedoch auf automatischen Betrieb umgebaut. Anstelle der früheren Wassermühle wurde die Radaune mittels einem 120 Meter langem Erddamm zu einem 18,5 Hektar großen See aufgestaut. Die Kaplan-Turbine von Escher Wyss hat eine Leistung von 240 Kilowatt. Der Generator stammt von Siemens-Schuckert, das Getriebe von den Schichau-Werken.

## Verkehr
Juszkowo hat eine verkehrsgünstige Lage am Beginn der Autobahn A1 (Europastraße 75) von Pruszcz Gdański über Toruń (Thorn) nach Łódź und der Schnellstraße S6 (Europastraße 28) von Pruszcz Gdański nach Stettin.
Der nächste internationale Flughafen ist Danzig in etwa 15 Kilometer Entfernung.
Eine Bahnstation bestand an der Bahnlinie von Pruszcz Gdański über Kartuzy (Karthaus) nach Łeba (Leba). Die Strecke wurde 1994 für den Personenverkehr und 2002 für den Güterverkehr stillgelegt.

## Persönlichkeiten
- Gerhard Senkpiel (1930–1994), Funktionär der Demokratischen Bauernpartei Deutschlands (DBD).